# Arvid Hanssen
Arvid Hanssen född 28 juli 1932 på Senja, död 31 juli 1998, var en norsk författare.
Arvid Hanssen var en lyriker som bland annat fick flera av sina dikter tonsatta av Tove Karoline Knutsen. Av dessa blev särskilt Kom sommarvind populär. Förutom lyrik skrev han många barnböcker med handlingen förlagd till nordnorska miljöer, på 1970-talet blev de utgivna av Norsk Barneblads forlag, senare av Cappelen. Den första vuxenromanen kom 1981, Søsken på Guds jord. Romanen filmatiserades av Laila Mikkelsen 1983 med Anneli Drecker i en av huvudrollerna. Hanssen brann för att förbättra villkoren för samhällets svagaste, särskilt de psykiskt utvecklingshämmade, något som kommer till tydligt uttryck i flera av hans böcker, bland annat i trilogin Søsken på Guds jord, Håpet har sterke hender och Englebrød. Hans böcker är översatta till danska, svenska och samiska.
Efter Arvid Hanssens död sattes det upp en byst av honom utanför Lenvik kulturhus på Finnsnes. Platsen där bysten står är också döpt till Arvid Hanssens plass. Dessutom arrangeras Arvid Hanssen-festivalen i november varje år på Finnsnes. Arvids dotter, Sigrid, debuterade 2007 som författare med novellsamlingen Sprang.
Arvid Hanssen-huset / Nordavindshagen öppnades oktober 2006 i Dyrøy. Här ligger Arvid Hanssen dokumentationscenter med utställningar och tillgång till Hanssens texter. Arvid Hanssens minnestiftelse driver centret.
Hösten 2007 utkom biografin Arvid Hanssen. En biografi om min far på Cappelen förlag, skriven av sonen Arne Ivar Hanssen.